# The Premature Compromise
The Premature Compromise è un cortometraggio muto del 1914 diretto da Charles Brabin.
Secondo episodio del serial Young Lord Stranleigh.

## Produzione
Il film fu prodotto dalla Edison Company.

## Distribuzione
Distribuito dalla General Film Company, il film - un cortometraggio in due bobine - uscì nelle sale cinematografiche degli Stati Uniti il 25 dicembre 1914.